# Grammarly
Grammarly – korektor pisowni pozwalający na sprawdzenie pisowni, gramatyki, interpunkcji, przejrzystości i stopnia zaangażowania tekstu w języku angielskim. Wykrywa błędy i sugeruje użytkownikowi ich poprawę.
Utworzony w 2009 przez trójkę ukraińskich programistów: Ołeksija Szewczenkę, Maksyma Łytwyna i Dmytra Łydera. Dostępny w formie aplikacji na systemach operacyjnych Windows i MacOS, również jako wtyczka do przeglądarek, a także klawiatura w systemach Android i IOS.